# 菲利普·弗朗西斯·诺兰

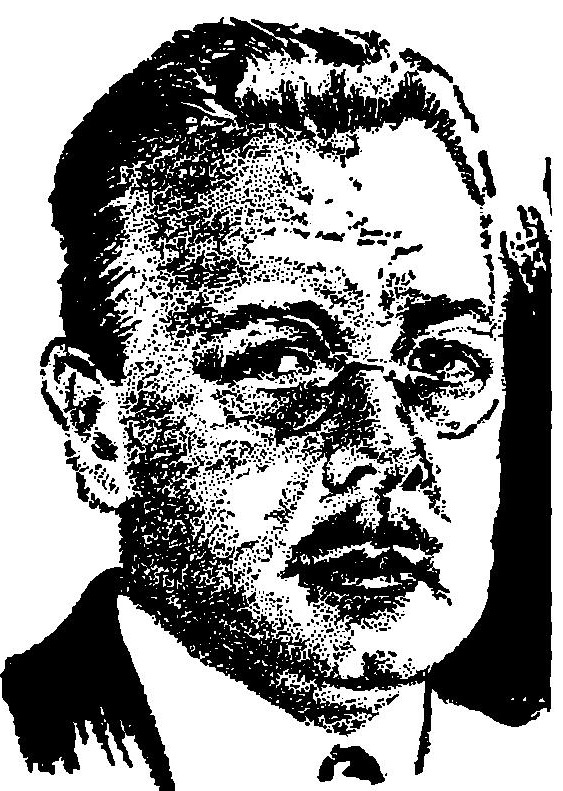
菲利普·弗朗西斯·诺兰

菲利普·弗朗西斯·诺兰（Philip Francis Nowlan，1888年11月13日 - 1940年2月1日）是一位美国科學幻想小說作家以及漫畫家， 曾在宾夕法尼亚大学就读。 1940年，他因中风在家中去世。 